# Facundo Quintana
Facundo Quintana (28 januari 1996) is een Argentijns voetballer die bij voorkeur als aanvaller speelt. Hij stroomde in 2015 door vanuit de jeugd van Estudiantes.

## Clubcarrière
Quintana is afkomstig uit de jeugdacademie van Estudiantes. Op 18 februari 2016 debuteerde hij in de Argentijnse Primera División tegen CA Tigre. Hij kwam aan de rust in de ploeg voor Lucas Diarte. Zijn eerste competitietreffer volgde op 24 februari 2016 tegen Aldosivi. In zijn debuutseizoen maakte Quintana drie treffers in vier competitieduels.